# Jona och valfisken

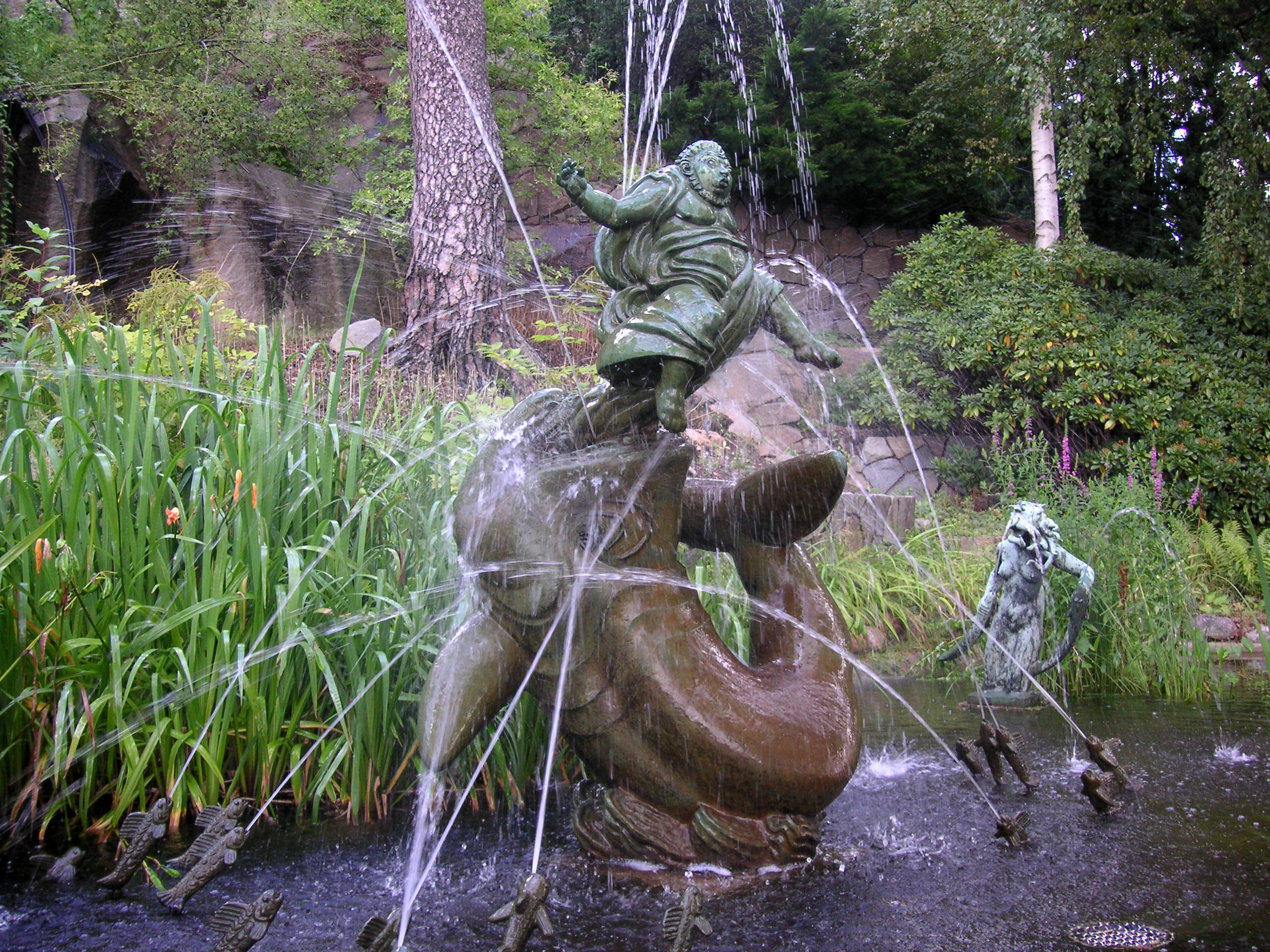
Jona och valfisken

Jona och valfisken eller Jonafontänen är en skulptur av Carl Milles från 1932, avtäckt 1934 i Cranbrook, Michigan, USA.
Jona och valfisken eller Jonafontänen var ursprungligen ett beställningsarbete av tidningsmannen och grundaren av Cranbrook Educational Community, George Gough Booth, som köpte Carl Milles skulpturer till Cranbrook och gjorde det till största Millessamlingen utanför Millesgården. I början av februari 1931 skrev Milles till sin syster Ruth att han hade skissen färdig för en fontän till Cranbrookssamhället, han fortsätter:
“…där gör jag Jonas som hastig och lustig kommer ur valfisken och Booth skrattar och är så överlycklig med den. Den är ståtlig, vacker och urkomisk.”
Inspirationen till Jonafontänen kom från Gamla testamentet, där profeten Jona under en storm hamnar i buken hos en stor fisk (ej valfisk) och sedan räddas av Gud. Milles skulptur har dock många humoristiska drag och en del damer i Cranbrook fann tydligen Milles skapelse något för parodisk och trodde att han drev med Den Heliga Skriften .